# 인터포저

볼 그리드 배열에 집적 회로 다이 사이에 인터포저가 있는 BGA

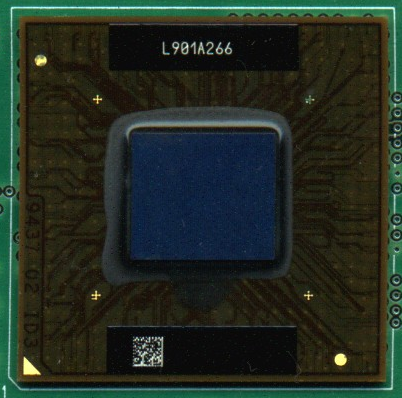
펜티엄 II: 어두운 노란색의 인터포저 예시, 집적 회로 다이에서 볼 그리드 배열 칩 캐리어로

인터포저(Interposer)는 한 소켓 또는 연결과 다른 소켓 또는 연결 사이를 라우팅하는 전기 인터페이스이다. 인터포저의 목적은 연결을 더 넓은 피치로 확산시키거나 연결을 다른 연결로 재라우팅하는 것이다.
인터포저는 실리콘 또는 유기 (인쇄 회로 기판과 유사한) 재료로 만들 수 있다.
인터포저는 라틴어 interpōnere에서 유래했으며, "사이에 놓다"라는 뜻이다. 이것들은 종종 BGA 패키지, 멀티칩 모듈 및 고대역폭 메모리에 사용된다.
인터포저의 일반적인 예시는 펜티엄 II와 같은 BGA로 집적 회로 다이이다. 이것은 다양한 기판을 통해 이루어지는데, 단단한 것과 유연한 것 모두 있으며, 가장 일반적으로 단단한 것에는 FR4, 유연한 것에는 폴리이미드가 사용된다. 실리콘과 유리도 통합 방법으로 평가된다. 인터포저 스택은 3D IC에 대한 널리 받아들여지는 비용 효율적인 대안이기도 하다. 시장에는 이미 인터포저 기술을 사용한 여러 제품이 있으며, 특히 AMD 피지/퓨리 GPU와 자일링스 버텍스-7 FPGA가 있다. 2016년, CEA 레티는 FDSOI 28 nm 노드에서 제작된 작은 다이("칩릿")를 65 nm CMOS 인터포저에 결합한 2세대 3D-NoC 기술을 시연했다.
인터포저의 또 다른 예시는 SATA 드라이브를 이중 포트가 있는 SAS 백플레인에 연결하는 데 사용되는 어댑터이다. SAS 드라이브에는 이중 경로 또는 스토리지 컨트롤러에 연결하는 데 사용할 수 있는 두 개의 포트가 있는 반면, SATA 드라이브에는 단일 포트만 있다. 직접적으로는 단일 컨트롤러 또는 경로에만 연결할 수 있다. SATA 드라이브는 어댑터 없이 거의 모든 SAS 백플레인에 연결할 수 있지만, 포트 전환 논리가 있는 인터포저를 사용하면 경로 다중화를 제공할 수 있다.

## 같이 보기
- 다이 준비
- 집적 회로
- 반도체 제조